# Bernd Uhlmann
Bernd Uhlmann   (Zschopau, 29 de desembre de 1939) és un antic pilot d'enduro alemany que va destacar en competició durant la dècada del 1960, en què va guanyar tres Trofeus als Sis Dies Internacionals (ISDT) amb la selecció de la RDA.
Torner de professió, Uhlmann va començar la seva carrera esportiva dins l'enduro el 1957. Un any més tard va esdevenir pilot de fàbrica de la VEB Motorradwerk Zschopau. Gràcies als seus èxits, el 1961 va obtenir el guardó de la RDA Meister des Sports. El 1963, juntament amb Günter Baumann, Peter Uhlig, Hans Weber, Horst Lohr i Werner Salevsky, va guanyar el Trofeu als ISDT de Špindleruv Mlýn, Txecoslovàquia, cosa que va representar el primer triomf de la RDA als Sis Dies Internacionals. Uhlmann va repetir aquest triomf a les dues edicions següents: el 1964 a Erfurt i el 1965 a l'illa de Man. Els tres anys següents, va formar part de l'equip A per al Vas d'argent i va aconseguir el segon lloc de la classificació general en totes tres ocasions.